# David Hartman

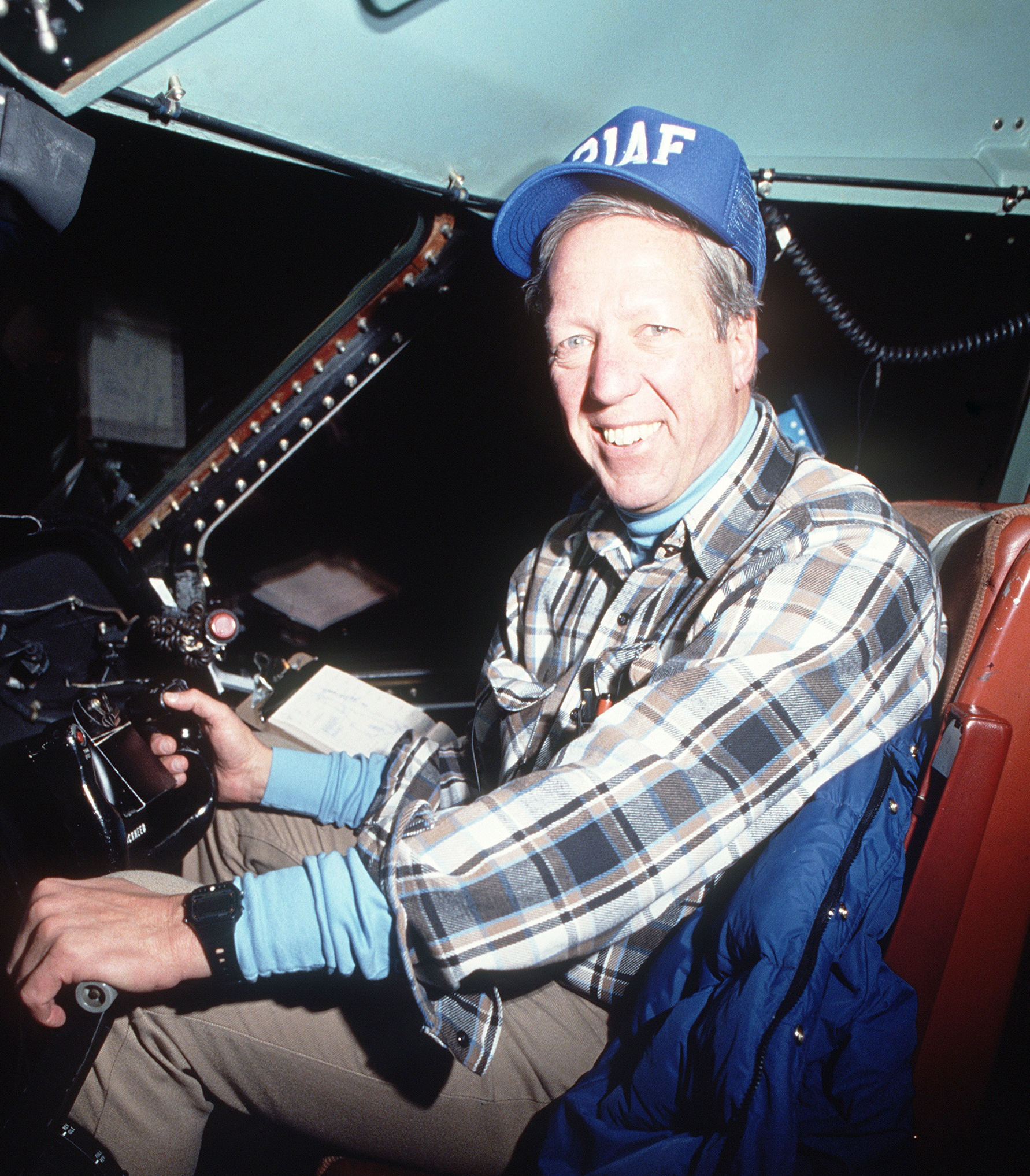
David Hartman (1986)

David Downs Hartman  (* 19. Mai 1935 in Pawtucket, Rhode Island) ist ein US-amerikanischer Journalist, Moderator und Schauspieler.

## Leben
Hartman war von 1975 bis 1989 der erste Co-Host von Good Morning America auf ABC. Er spielte auch in Film- und Fernsehproduktionen mit, wie zum Beispiel als David Sutton in der Serie Die Leute von der Shiloh Ranch oder in Disneys Insel am Ende der Welt.

## Filmografie (Auswahl)
- 1967: Das Geheimnis der blauen Krone (Coronet Blue) (TV-Serie, eine Folge)
- 1967: Das Teufelsweib von Texas (The Ballad of Josie)
- 1967–1969: Die Leute von der Shiloh Ranch (The Virginian) (TV-Serie, 27 Folgen)
- 1967/1972: Der Chef (Ironside) (TV-Serie, zwei Folgen)
- 1968: Nobody’s Perfect
- 1968: Did You Hear the One About the Traveling Saleslady?
- 1970: Dr. med. Marcus Welby (Marcus Welby, M.D.) (TV-Serie, eine Folge)
- 1971: The Feminist and the Fuzz (TV-Film)
- 1971: The Name of the Game (TV-Serie, eine Folge)
- 1973: I Love a Mystery (TV-Film)
- 1973: You’ll Never See Me Again (TV-Film)
- 1974: Owen Marshall – Strafverteidiger (Owen Marshall: Counselor at Law) (TV-Serie, eine Folge)
- 1974: Insel am Ende der Welt (The Island at the Top of the World)
- 1974–1975: Lucas Tanner (TV-Serie, 23 Folgen)